# Squash-Mannschaftsweltmeisterschaft der Frauen 2008
Die 16. Mannschafts-Weltmeisterschaft der Damen (englisch 2008 Women’s World Team Squash Championship) fand vom 30. November bis 6. Dezember 2008 in Kairo, Ägypten, statt. Insgesamt nahmen 19 Mannschaften teil, die Volksrepublik China gab ihr Debüt bei einer Weltmeisterschaft.
Weltmeister wurde erstmals Ägypten, das England im Endspiel knapp mit 2:1 besiegte. Omneya Abdel Kawy brachte die ägyptische Mannschaft mit einem 3:0 gegen Jenny Duncalf in Führung, ehe Laura Lengthorn-Massaro mit einem 3:2-Sieg gegen Raneem El Weleily ausglich. Engy Kheirallah sicherte mit einem 3:2-Erfolg über Alison Waters den Titelgewinn. Dritter wurde wie zwei Jahre zuvor Malaysia, das im Spiel um Platz drei gegen Neuseeland gewann.
Deutschland belegte den 13. Platz, die Schweiz erreichte Platz 17 vor Österreich, das das Turnier auf Platz 18 abschloss.

## Modus
Die teilnehmenden Mannschaften wurden gemäß ihrer Setzung in vier Gruppen einander zugelost. Die Gruppenstärke variierte dabei zwischen vier und fünf Mannschaften pro Gruppe. Innerhalb der Gruppen wurde im Round-Robin-Modus gespielt, die beiden bestplatzierten Mannschaften erreichten die Finalrunde, die im K.-o.-System ausgetragen wurde. Bei dem Turnier wurden alle Plätze ausgespielt.
Alle Mannschaften bestanden aus mindestens drei und höchstens vier Spielerinnen, die in der Reihenfolge ihrer Spielstärke gemeldet werden mussten. Pro Begegnung wurden drei Einzelpartien bestritten. Eine Mannschaft hatte gewonnen, wenn ihre Spielerinnen zwei der Einzelpartien gewinnen konnten. Die Spielreihenfolge der einzelnen Partien ist unabhängig von der Meldereihenfolge der Spielerinnen.

## Ergebnisse

### Gruppenphase

#### Gruppe A
| Rang | Land                                                     | Sp. | S | N | Sp.-Diff. | Punkte |
| ---- | -------------------------------------------------------- | --- | - | - | --------- | ------ |
| 1    | England (Duncalf, Waters, Lengthorn-Massaro, Bailey)     | 4   | 4 | 0 | 12:0      | 8      |
| 2    | Hongkong (Au, Chan, Leung, Liu)                          | 4   | 3 | 1 | 8:4       | 6      |
| 3    | Frankreich (Serme, Allamargot, Duplomb, Aumard)          | 4   | 2 | 2 | 6:6       | 4      |
| 4    | Spanien (Sadó Garriga, Aranda, Carbonell, Alvárez Riaza) | 4   | 1 | 3 | 4:8       | 2      |
| 5    | Österreich (Coufal, Pancis, Polak, Gradnitzer)           | 4   | 0 | 4 | 0:12      | 0      |

| England    | – | Hongkong   | 3:0 |
| Frankreich | – | Österreich | 3:0 |
| England    | – | Spanien    | 3:0 |
| Hongkong   | – | Österreich | 3:0 |
| Frankreich | – | Spanien    | 3:0 |

| England  | – | Österreich | 3:0 |
| Hongkong | – | Spanien    | 2:1 |
| England  | – | Frankreich | 3:0 |
| Spanien  | – | Österreich | 3:0 |
| Hongkong | – | Frankreich | 3:0 |

#### Gruppe B
| Rang | Land                                             | Sp. | S | N | Sp.-Diff. | Punkte |
| ---- | ------------------------------------------------ | --- | - | - | --------- | ------ |
| 1    | Ägypten (Kawy, Kheirallah, El Weleily, El Torky) | 4   | 4 | 0 | 11:1      | 8      |
| 2    | Australien (Brown, Urquhart, Camilleri, Pittock) | 4   | 3 | 1 | 8:4       | 6      |
| 3    | Kanada (Miller, Reta, Mullins, Russell)          | 4   | 2 | 2 | 8:4       | 4      |
| 4    | Japan (Matsui, Kobayashi, Onizawa, Omiya)        | 4   | 1 | 3 | 3:9       | 2      |
| 5    | Schweiz (Schmohl, Guebey, Ballmann, Lanfranconi) | 4   | 0 | 4 | 0:12      | 0      |

| Ägypten    | – | Kanada  | 2:1 |
| Australien | – | Schweiz | 3:0 |
| Ägypten    | – | Japan   | 3:0 |
| Kanada     | – | Schweiz | 3:0 |
| Australien | – | Japan   | 3:0 |

| Ägypten    | – | Schweiz    | 3:0 |
| Australien | – | Kanada     | 2:1 |
| Japan      | – | Schweiz    | 3:0 |
| Kanada     | – | Japan      | 3:0 |
| Ägypten    | – | Australien | 3:0 |

#### Gruppe C
| Rang | Land                                                            | Sp. | S | N | Sp.-Diff. | Punkte |
| ---- | --------------------------------------------------------------- | --- | - | - | --------- | ------ |
| 1    | Neuseeland (Kitchen, Hawkes, Crome, King)                       | 4   | 4 | 0 | 11:1      | 8      |
| 2    | Irland (Perry, Blake, Mylotte, Owens)                           | 4   | 3 | 1 | 9:3       | 6      |
| 3    | Vereinigte Staaten (Grainger, Rein-Weston, Blatchford, Prockop) | 4   | 2 | 2 | 6:6       | 4      |
| 4    | Italien (Manetta, Pasteris, Ferrari, Favero Camp)               | 4   | 1 | 3 | 4:8       | 2      |
| 5    | Volksrepublik China (Wu, Jiang, Xiu, Ou)                        | 4   | 0 | 4 | 0:12      | 0      |

| Neuseeland         | – | Vereinigte Staaten | 2:1 |
| Irland             | – | China              | 3:0 |
| Neuseeland         | – | Italien            | 3:0 |
| Vereinigte Staaten | – | China              | 3:0 |
| Irland             | – | Italien            | 3:0 |

| Neuseeland         | – | China              | 3:0 |
| Irland             | – | Vereinigte Staaten | 3:0 |
| Italien            | – | China              | 3:0 |
| Neuseeland         | – | Irland             | 3:0 |
| Vereinigte Staaten | – | Italien            | 2:1 |

#### Gruppe D
| Rang | Land                                           | Sp. | S | N | Sp.-Diff. | Punkte |
| ---- | ---------------------------------------------- | --- | - | - | --------- | ------ |
| 1    | Malaysia (David, Wee, Arnold, Wee Wern)        | 3   | 3 | 0 | 9:0       | 6      |
| 2    | Niederlande (Atkinson, Naudé, Noom, Vermeulen) | 3   | 2 | 1 | 5:4       | 4      |
| 3    | Südafrika (Sterne, Argyle, Lusaseni, Louw)     | 3   | 1 | 2 | 4:5       | 2      |
| 4    | Deutschland (Rohrmüller, Hathway, Wall)        | 3   | 0 | 3 | 0:9       | 0      |

| Malaysia    | – | Südafrika   | 3:0 |
| Niederlande | – | Deutschland | 3:0 |
| Malaysia    | – | Deutschland | 3:0 |
| Niederlande | – | Südafrika   | 2:1 |
| Malaysia    | – | Niederlande | 3:0 |
| Südafrika   | – | Deutschland | 3:0 |

### Finalrunde
| Viertelfinale | Viertelfinale | Viertelfinale | Viertelfinale | Viertelfinale |  |  | Halbfinale | Halbfinale | Halbfinale | Halbfinale | Halbfinale |    |         | Finale  | Finale | Finale | Finale | Finale |
|               |               |               |               |               |  |  |            |            |            |            |            |    |         |         |        |        |        |        |
| A1            | England       | 3             | 3             | 2             |  |  |            |            |            |            |            |    |         |         |        |        |        |        |
| C2            | Irland        | 0             | 1             | 0             |  |  | A1         | England    | 3          | 3          | 2          |    |         |         |        |        |        |        |
| C1            | Neuseeland    | 3             | 3             | 2             |  |  | C1         | Neuseeland | 1          | 0          | 0          |    |         |         |        |        |        |        |
| A2            | Hongkong      | 0             | 1             | 0             |  |  |            |            |            |            |            | A1 | England | 0       | 3      | 2      |        |        |
| B2            | Australien    | 2             | 1             | 2             |  |  |            |            |            |            |            |    | B1      | Ägypten | 3      | 2      | 3      |        |
| D1            | Malaysia      | 3             | 3             | 0             |  |  | D1         | Malaysia   | 1          | 3          | 1          |    |         |         |        |        |        |        |
| D2            | Niederlande   | 0             | 1             | 0             |  |  | B1         | Ägypten    | 3          | 0          | 3          |    |         |         |        |        |        |        |
| B1            | Ägypten       | 3             | 3             | 2             |  |  |            |            |            |            |            |    |         |         |        |        |        |        |

### Finale
| England                                                               | Finale | Ägypten                                                                |
| --------------------------------------------------------------------- | --- | ---------------------------------------------------------------------- |
| Team Jenny Duncalf Alison Waters Laura Lengthorn-Massaro Tania Bailey | Datum: 6. Dezember 2008 Ort: Kairo \| Jenny Duncalf \| 1:11, 6:11, 9:11 \| Omneya Abdel Kawy \| \| Laura Lengthorn-Massaro \| 11:8, 5:11, 15:13, 10:12, 11:4 \| Raneem El Weleily \| \| Alison Waters \| 11:4, 9:11, 11:9, 0:11, 10:12 \| Engy Kheirallah \| Resultat: 1:2 | Team Omneya Abdel Kawy Engy Kheirallah Raneem El Weleily Heba El Torky |
| Jenny Duncalf                                                         | 1:11, 6:11, 9:11 | Omneya Abdel Kawy                                                      |
| Laura Lengthorn-Massaro                                               | 11:8, 5:11, 15:13, 10:12, 11:4 | Raneem El Weleily                                                      |
| Alison Waters                                                         | 11:4, 9:11, 11:9, 0:11, 10:12 | Engy Kheirallah                                                        |

## Abschlussplatzierungen
| Rang | Mannschaft  |
| 01.  | Ägypten     |
| 02.  | England     |
| 03.  | Malaysia    |
| 04.  | Neuseeland  |
| 05.  | Irland      |
| 06.  | Australien  |
| 07.  | Niederlande |
| 08.  | Hongkong    |

| Rang | Mannschaft         |
| 09.  | Südafrika          |
| 10.  | Kanada             |
| 11.  | Frankreich         |
| 12.  | Japan              |
| 13.  | Deutschland        |
| 14.  | Vereinigte Staaten |
| 15.  | Italien            |
| 16.  | Spanien            |

| Rang | Mannschaft          |
| 17.  | Schweiz             |
| 18.  | Österreich          |
| 19.  | Volksrepublik China |